# Extra moenia
Extra moenia (ou extra muros) é uma frase latina que significa "fora dos muros" ou "fora dos muros da cidade".
A frase é comummente usada em referência às características originais de um edifício, geralmente uma igreja, que foi construído fora das muralhas originais da cidade. Assim, quando uma cidade se expande ao longo do tempo, uma igreja que originalmente ficava fora das muralhas pode acabar no centro da cidade maior; consequentemente, para manter o contexto arquitetónico original, ela seria referida como extra moenia. O termo também é usado para indicar um acontecimento ou atividade que ocorre fora do local onde normalmente seria encontrado ou realizado.

## Exemplos notáveis
- Basílica de São Paulo Fora dos Muros, Roma
- San Gennaro extra Moenia, Nápoles
- Santa Maria Extra Moenia, Antrodoco
- San Pietro extra moenia, Spoleto